# 铁佛镇 (资中县)
铁佛镇，是中华人民共和国四川省内江市资中县下辖的一个乡镇级行政单位。

## 行政区划
铁佛镇下辖以下地区：
铁佛场社区、石钟村、中华村、高荣村、权义村、太平村、劳动村、石关村、柳荫村、柏龙村、石堰村、袁家村、浪水村、干坝村、新立村、高联村、骑龙庙村、火神庙村、茶店子村、高屋基村、三洞桥村和邵家坝村。